# 19 سبتمبر
- السبت
- الأحد
- الاثنين
- الثلاثاء
- الأربعاء
- الخميس
- الجمعة

- 307 ربيع الأول 1447  هـ
- 318 ربيع الأول 1447  هـ
- 19 ربيع الأول 1447  هـ
- 210 ربيع الأول 1447  هـ
- 311 ربيع الأول 1447  هـ
- 412 ربيع الأول 1447  هـ
- 513 ربيع الأول 1447  هـ
- 614 ربيع الأول 1447  هـ
- 715 ربيع الأول 1447  هـ
- 816 ربيع الأول 1447  هـ
- 917 ربيع الأول 1447  هـ
- 1018 ربيع الأول 1447  هـ
- 1119 ربيع الأول 1447  هـ
- 1220 ربيع الأول 1447  هـ
- 1321 ربيع الأول 1447  هـ
- 1422 ربيع الأول 1447  هـ
- 1523 ربيع الأول 1447  هـ
- 1624 ربيع الأول 1447  هـ
- 1725 ربيع الأول 1447  هـ
- 1826 ربيع الأول 1447  هـ
- 1927 ربيع الأول 1447  هـ
- 2028 ربيع الأول 1447  هـ
- 2129 ربيع الأول 1447  هـ
- 2230 ربيع الأول 1447  هـ
- 231 ربيع الآخر 1447  هـ
- 242 ربيع الآخر 1447  هـ
- 253 ربيع الآخر 1447  هـ
- 264 ربيع الآخر 1447  هـ
- 275 ربيع الآخر 1447  هـ
- 286 ربيع الآخر 1447  هـ
- 297 ربيع الآخر 1447  هـ
- 308 ربيع الآخر 1447  هـ
- 19 ربيع الآخر 1447  هـ
- 210 ربيع الآخر 1447  هـ
- 311 ربيع الآخر 1447  هـ

19 سبتمبر أو 19 أيلول أو يوم 19 \ 9 (اليوم التاسع عشر من الشهر التاسع) هو اليوم الثاني والستون بعد المئتين (262) من السنوات البسيطة، أو اليوم الثالث والستون بعد المئتين (263) من السنوات الكبيسة وفقًا للتقويم الميلادي الغربي (الغريغوري). يبقى بعده 103 يوما لانتهاء السنة.

## أحداث
- 1356 - إدوارد الأمير الأسود يقود إنجلترا لنصر ساحق على الفرنسيين بقيادة جون الثاني في معركة بواتييه.
- 1882 - الخديوي توفيق يصدر مرسومًا يلغي فيه الجيش المصري.
- 1929 - إبطال قانون «المرأة الفَصليّة» وهو قانون عراقي لتعويض عائلة المقتول بامرأة من عائلة القاتل، تُسمّى المرأة فَصليّة وتُجبر على الزواج بغير مهر، وفقاً لعرف عشائر العراق.
- 1941 - قوات ألمانيا النازية تستولي على كييف عاصمة أوكرانيا السوفيتية وذلك خلال الحرب العالمية الثانية.
- 1957 - الولايات المتحدة تقوم بأول اختبار لتفجير قنبلة نووية تحت سطح الأرض.
- 1959 - منع الزعيم السوفيتي نيكيتا خروتشوف من زيارة ديزني لاند.
- 1962 - محمد البدر حميد الدين يتولى حكم المملكة المتوكلية اليمنية خلفًا للإمام أحمد بن يحيى.
- 1971 - سلطنة عمان تنضم لجامعة الدول العربية.
- 1973 - تنصيب الأمير كارل غوستاف ملكًا على السويد خلفًا لجده الملك غوستاف السادس أدولف وذلك تحت اسم كارل السادس عشر غوستاف.
- 1982 - عالم الحاسوب الأمريكي سكوت فالمان يرسل بريد إلكتروني يقترح فيه استخدام النمطان :-) و :-( للتعبير عن حالتي الفرح والحزن. ويعتبر هذا البريد أول وثيقة تحتوي على إنفعالة أو ما يعرف بالـ «إموتيكونذ» أو «سمايلي».
- 1988 - إسرائيل تطلق القمر الصناعي «أفق 1» على متن الصاروخ «شافيت».
- 1999 - قوة حفظ السلام متعددة الجنسيات التابعة للأمم المتحدة تصل إلى تيمور الشرقية في محاولة لإستعادة النظام والقانون في المنطقة.
- 2002 -
  - اشتعال الحرب الأهلية في ساحل العاج.
  - مقتل خمس إسرائيليين في هجوم للمقاومة الفلسطينية على حافلة في تل أبيب، وعلى إثر ذلك قامت الدبابات الإسرائيلية بفرض حصار على الرئيس الفلسطيني ياسر عرفات داخل مقر إدارته في رام الله بالضفة الغربية.
- 2004 - محكمة سعودية تحكم على الأكاديمي سعيد بن زعير بالسجن 5 سنوات لإدانته بإثارة الفتنة والخروج على ولاة الأمر، وكان بن زعير قد قضى في السجن مدة 8 سنوات بدون توجيه تهمة إليه.
- 2006 - الجيش التايلندي ينقلب على السلطة بعد عدة أزمات سياسية ويعلن حالة الطوارئ.
- 2007 - اغتيال النائب في مجلس النواب اللبناني أنطوان غانم وذلك بتفجير سيارته في منطقة سن الفيل.
- 2014 - إعلان رفض الاسكتلنديين الاستقلال عن المملكة المتحدة بنسبة تجاوزت 55%، وذلك بعد استفتاء شعبي في البلاد تم في 18 سبتمبر.
- 2015 - انتهاء الألعاب الأفريقية الحادية عشرة في برازافيل ومصر تتحصل على المرتبة الأولى.
- 2016 - مغادرة نحو 300 مسلح أغلبهم من المصابين حي الوعر في حمص باتجاه محافظة إدلب استكمالاً لاتفاق مصالحة سابق مع الدولة السورية.
- 2017 - زلزالٌ بلغت قُوَّته 7.1 درجات يضرب جنوب مدينة بويبلا جنوب المكسيك، ويتسبب بِمقتل 217 شخصًا على الأقل.

## مواليد
- 86 - أنطونيوس بيوس، إمبراطور روماني.
- 1551 - هنري الثالث، ملك فرنسي.
- 1898 - جوزيبي ساراغات، رئيس إيطالي.
- 1900 - محمود فوزي، نائب رئيس جمهورية مصري.
- 1908 - ميكا فالتري، كاتب روائي فنلندي.
- 1911 - ويليام غولدنغ، كاتب روائي إنجليزي حاصل على جائزة نوبل في الأدب عام 1983.
- 1926 - ماساتوشي كوشيبا، عالم فيزياء ياباني حاصل على جائزة نوبل في الفيزياء عام 2002.
- 1927 - روزماري هاريس، ممثلة إنجليزية.
- 1928 - عبد السلام ياسين، داعية إسلامي مغربي.
- 1934 - نتيلة راشد، صحفية مصرية.
- 1948 -
  - جيرمي أيرونز، ممثل إنجليزي.
  - رولا سعد، منتجة لبنانية.
- 1956 - أمل طه، ممثلة عراقية.
- 1963 -
  - ديفيد سيمان، حارس مرمى كرة قدم إنجليزي.
  - مجدي فكري، ممثل مصري.
- 1965 - أوغور شاهين، عالم مناعة تركي ألماني.
- 1968 - علي الغرير، ممثل بحريني.
- 1970 -
  - سوني أنديرسون، لاعب كرة قدم برازيلي.
  - تاكانوري نيشيكاوا، مغني ياباني.
- 1971 - سانا لاثان، ممثلة أمريكية.
- 1973 - مهند قطيش، ممثل سوري.
- 1974 - ديفيد زيبيدا، ممثل مكسيكي.
- 1977 - أشرف إحسان فقيه، قاص وكاتب سعودي.
- 1978 - خورخي لوبيز، لاعب كرة قدم إسباني.
- 1983 - شيراز، مغنية لبنانية.
- 1984 -
  - علي إرسان، ممثل تركي.
  - كيفين زيغرس، ممثل كندي.
- 1989 - لورينزا إيزو، ممثلة تشيلية.
- 1990 - كيران تريبير، لاعب كرة قدم إنجليزي.
- 1998 - فيا سابان، ممثلة إنجليزية.

## وفيات
- 1710 - أوول رومر، عالم فلكي دنماركي.
- 1834 - الإمام حمزة بك الهوتسالي، أحد الأئمة الداغستانيين.
- 1843 - غاسبارد-غوستاف كوريوليس، عالم رياضيات فرنسي.
- 1881 - جيمس جارفيلد، رئيس أمريكي.
- 1943 - محمد حسين الأصفهاني، عالم شيعي إثنی عشري.
- 1962 - أحمد بن يحيى، إمام المملكة المتوكلية اليمنية.
- 1967 - زينايدا سربرياكوڤا، رسامة روسية.
- 1978 - محسن حسنين، ممثل مصري.
- 1980 - ماري عز الدين، ممثلة مصرية.
- 1996 - عباس البليدي، مغني مصري.
- 2000 -
  - غلوريا تالبوت، ممثلة أمريكية.
  - محمد حمد البراك، نائب في مجلس الأمة الكويتي.
- 2007 - أنطوان غانم، سياسي لبناني.
- 2011 - أنس السعيدي، طفل يمني قتل أثناء ثورة الشباب اليمنية.
- 2013 -
  - ساي زربو، ضابط عسكري بوركينابي.
  - عماد عبد الهادي، مخرج عراقي.
- 2015 - راشد بن محمد آل مكتوم، ابن حاكم دبي محمد بن راشد آل مكتوم.
- 2018 -
  - جميل راتب، ممثل مصري.
  - مائدة نزهت، فنانة عراقية.
- 2019 - زين العابدين بن علي، ثاني رؤساء تونس.
- 2021 - إيهاب خورشيد، ممثل مصري.
- 2022 - فاروق وادي، كاتب فلسطيني.

## أعياد ومناسبات
- عيد الاستقلال في سانت كيتس ونيفيس.
- عيد القوات المسلحة في تشيلي.
- العيد القومي لمحافظة البحيرة في مصر.

## وصلات خارجية
- وكالة الأنباء القطريَّة: حدث في مثل هذا اليوم.
- النيويورك تايمز: حدث في مثل هذا اليوم.
- BBC: حدث في مثل هذا اليوم.